# Local Government (Wales) Act 1994
Lire en ligne

Le Local Government (Wales) Act 1994 sur le portail législatif du gouvernement britannique

Le Local Government (Wales) Act 1994 est une loi du Parlement du Royaume-Uni modifiant des dispositions du Local Government Act 1972 touchant au pays de Galles.
La loi abolit le système de gouvernement local de 1974 qui reposait sur l’échelon du comté administratif au niveau supérieur et sur l’échelon du district au niveau inférieur, lui préférant un système unitaire où les entités administratives territoriales ne se superposent pas les unes sur les autres. Au 1er avril 1996, elle en érige 22 qui, à son sens, prennent la forme d’un borough de comté ou bien celle d’un comté. La loi confère aux nouveaux territoires la définition légale de zone principale (principal area en anglais), dont l’autorité locale est appelée le conseil principal  et (principal council en anglais).

## Contexte juridique
Depuis le 1er avril 1974, le gouvernement local au Angleterre et au pays de Galles est organisé selon un système à deux échelons territoriaux d’après le Local Government Act 1972. Au niveau inférieur, chaque « district » (district en anglais), qui peut prendre la forme d’un borough ou d’une cité, est administré par un conseil de district compétent dans certains domaines. Le comté administratif (administrative county en anglais), au niveau supérieur, qui se constitue d’au moins deux districts, est géré par un conseil de comté habilité dans le reste des matières de gouvernement local prévu par la législation. Au pays de Galles, le maillage territorial est construit autour de 8 comtés administratifs et de 37 districts, soit 45 zones d’autorité locale au total.

## Histoire
Considérant le système peu efficace et trop complexe, le gouvernement conservateur propose une réorganisation du gouvernement local selon un modèle unitaire sur la base des fidélités traditionnelles des Gallois. Pour ainsi mettre fin à un millefeuille administratif qui induit des frictions entre autorités locales. Pour ce faire, David Hunt, le secrétaire d’État pour le Pays de Galles, publie en juin 1991 un document consultatif intitulé The Structure of Local Government in Wales, dans lequel il prône la création d’un système d’autorités unitaires comme la meilleure organisation possible pour le gouvernement local au pays de Galles au XXIe siècle.
La révision du gouvernement local est conduite par le Welsh Consultative Council on Local Governement (le « conseil consultatif gallois sur le gouvernement local », abrégé en WCCLG), qui, au travers de consultations aux différentes étapes, s’est assuré de la désirabilité du système d’autorités locales unitaires. À ce titre, les associations territoriales apportent au gouvernement un point de vue favorable au remplacement du système bipartite à travers leurs contributions. Pour le gouvernement, le nouveau système est destiné à promouvoir la démocratie locale, à réduire les coûts administratifs liés à la gestion à deux niveaux et améliorer la coordination, la qualité et l’efficacité des services de gouvernement local.
Un livre blanc titré Local Government in Wales: A Charter for the Future est publié en mars 1993 par le Bureau gallois dans lequel le secrétaire d’État promeut l’érection de 21 autorités unitaires. À son sens, elles prendraient à partir du 1er avril 1995 la forme de comtés dans les territoires ruraux et celle de borough de comté (soumise à approbation royale) dans les territoires urbains, tandis que le statut de cité resterait applicable pour Cardiff et Swansea. Leurs appellations, qui doivent être précisées par la proposition de loi, seraient introduites à la fois en anglais et en ⁣⁣gallois⁣⁣, ⁣à l’exception des appellations identiques dans les deux langues. En outre, il est décidé que les zones de lieutenance couveraient les huit comtés administratifs en vigueur.
Le projet reçoit la sanction royale d’Élisabeth II et entre en vigueur le 5 juillet 1994.

## Contenu
La loi a ainsi introduit au 1er avril 1996 de nouvelles « zones principales » (principal areas en anglais) définies dans les parties I et II de son quatrième tableau :
- 11 comtés (Anglesey / Sir Fôn, Caernarfonshire and Merionethshire / Sir Gaernarfon a Meirionnydd, Cardiff / Caerdydd, Cardiganshire / Sir Aberteifi, Carmarthenshire / Sir Gaerfyrddin, Denbighshire / Sir Ddinbych, Flintshire / Sir y Fflint, Monmouthshire / Sir Fynwy, Pembrokeshire / Sir Benfro, Powys et Swansea / Abertawe) ;
- 11 boroughs de comtés (Aberconwy and Colwyn / Aberconwy a Cholwyn, Blaenau Gwent, Bridgend / Pen-y-bont ar Ogwr, Caerphilly / Caerffili, Merthyr Tydfil / Merthyr Tudful, Neath and Port Talbot / Castell-nedd a Phort Talbot, Newport / Casnewydd, Rhondda, Cynon, Taff / Rhondda, Cynon, Taf, Torfaen / Tor-faen, The Vale of Glamorgan / Bro Morgannwg et Wrexham / Wrecsam).

De plus, elle érige les comtés administratifs en comtés préservés dont le territoire est conservé à des fins essentiellement cérémonielles : Clwyd, Dyfed, Gwent, Gwynedd, Mid Glamorgan / Morgannwg Ganol, Powys, South Glamorgan / De Morgannwg et West Glamorgan / Gorllewin Morgannwg.